# 庹庆明
庹庆明（1969年1月—），四川荥经人，汉族，中国民主同盟盟员。中华人民共和国政治人物、第十三届全国人民代表大会四川地区代表。

## 生平
2018年2月24日，当选为第十三届全国人大代表。